# BRP Lake Caliraya (AF-81)
Le BRP Lake Caliraya (AF-81) est un navire-citerne remis en 2014 à la marine philippine. Il appartenait à la Philippine National Oil Company Shipping and Transport Corporation, une branche aujourd'hui disparue de la Philippine National Oil Company (en) (PNOC).

## Histoire
Il a été construit au chantier naval de Taizhou en Chine. Il fut le seul navire de construction chinoise dans la marine philippine jusqu'en 2018, avec le don par la Chine de quatre patrouilleurs côtiers.
Malgré les efforts pour le remettre en état, le navire est retiré du service en décembre 2020.

### Note et référence
1. ↑  « The Philippine Fleet », sur www.facebook.com (consulté le 22 janvier 2021)

- (en) Cet article est partiellement ou en totalité issu de l’article de Wikipédia en anglais intitulé « BRP Lake Caliraya (AF-81) » (voir la liste des auteurs).